# Stenopetalum sphaerocarpum
Stenopetalum sphaerocarpum är en korsblommig växtart som beskrevs av Ferdinand von Mueller. Stenopetalum sphaerocarpum ingår i släktet Stenopetalum och familjen korsblommiga växter. Inga underarter finns listade i Catalogue of Life.